# Bolitoglossa lincolni
Bolitoglossa lincolni är en groddjursart som först beskrevs av Stuart 1943.  Bolitoglossa lincolni ingår i släktet Bolitoglossa och familjen lunglösa salamandrar. IUCN kategoriserar arten globalt som nära hotad. Inga underarter finns listade.